# Business Tax free
Business Tax free, бизнес такс фри (с англ. — «без сборов») — система возврата суммы налога на добавленную стоимость (НДС) для юридических лиц с расходов на зарубежные деловые поездки. Суммы возврата составляют от 8 до 20 % от суммы расходов, в зависимости от величины НДС в отдельно взятой стране.
Ставки НДС по странам:
| Страны         | Проживание в гостинице, % | Питание, % | Прокат автотранспорта, % | Бензин, % | Дизель, % | Такси, % | Консалтинговые услуги, % | Конференции, выставки, % | Курсы, семинары, % |
| -------------- | ------------------------- | ---------- | ------------------------ | --------- | --------- | -------- | ------------------------ | ------------------------ | ------------------ |
| Австрия        | 10                        | 10*        | нв                       | нв        | 20*       | 10       | 20                       | 20                       | 20                 |
| Бельгия        | 6*                        | 12*        | 21*                      | 21*       | 21*       | 6        | 21                       | 21                       | 21                 |
| Великобритания | 20                        | 20*        | 20*                      | 20        | 20        | 0        | 20                       | 20                       | 20                 |
| Дания          | 25*                       | 25*        | 25*                      | 25*       | 25*       | 0        | 25                       | 25                       | 25                 |
| Ирландия       | 13,5*                     | нв         | нв                       | нв        | 21*       | 0        | 21                       | 21                       | 21                 |
| Исландия       | 25,5                      | нв         | нв                       | 25,5*     | 25,5*     | 0        | 25,5                     | 25,5                     | 25,5/0             |
| Канада         | нв                        | нв         | нв                       | нв        | нв        | нв       | нв                       | 5/13                     | нв                 |
| Люксембург     | 3                         | 3          | 15*                      | 15        | 15        | 3        | 15                       | 15                       | 15                 |
| Монако         | 5,5*                      | 19,6/5,5   | нв                       | нв        | 19,6*     | нв       | 19,6                     | 19,6                     | 19,6               |
| Нидерланды     | 6                         | нв         | 19*                      | 19        | 19        | 6        | 19                       | 19                       | 19                 |
| Норвегия       | 8                         | нв         | нв                       | 25*       | 25*       | 8*       | 25*                      | 25*                      | 0                  |
| Финляндия      | 9                         | нв         | 23*                      | 23*       | 22*       | 9        | 23                       | 23                       | 23                 |
| Швеция         | 12*                       | 25/12*     | 25*                      | 25*       | 25*       | 6        | 25                       | 25                       | 25                 |

Примечание:
- НВ — НДС не возмещается
- * — существуют ограничения

Нормативная база
Механизм возврата компанией (в том числе российской) НДС, уплаченного за рубежом, определяет внутреннее законодательство иностранных государств, в том числе Тринадцатая директива (86/560/ЕЭС) Совета европейских содружеств о гармонизации законодательства государств-членов, от 17 ноября 1986 года, которая предоставляет право компаниям из «несоюзных» стран, в том числе и России, возмещать НДС с разного рода расходов и услуг, соответственно понесенных либо приобретенных на территории ЕС.
Необходимо учесть, что есть ограничения по перечню оплаченных услуг и минимальной сумме счета.
Например, возмещение зарубежного НДС возможно за следующие основные виды услуг:
- проживание (гостиницы, мотели, апартаменты и т. д.);
- питание (рестораны, кафе, закусочные);
- прокат автотранспорта и такси;
- обучение, семинары, конференции;
- бензин, дизтопливо, ремонт автотранспорта;
- консалтинговые, маркетинговые и юридические услуги,
- предоставление выставочных площадей,
- аренда офисов и иных помещений,
- участие в конференциях, семинарах и тренингах;
- оказание подрядных работ и услуг (субконтракты);
- другие представительские и бизнес-услуги.

Перечисленные виды услуг подпадают под льготный режим согласно Тринадцатой директиве ЕС, которая действует на всей территории ЕС. Однако процедура возмещения НДС может работать не для всех видов услуг, не во всех странах ЕС и вообще может быть обставлена рядом условий. Каждая страна ЕС имеет право вносить (исключать) определенные категории товаров и услуг, по которым осуществляется (не осуществляется) возврат НДС. Поэтому точный список товаров и услуг, по которым осуществляется возврат НДС, зависит от законодательства конкретной страны ЕС.
Условия возврата НДС
Возврат из бюджета иностранного государства суммы НДС возможно только при наличии следующих условий:
1. Налогоплательщик не должен иметь представительства или вести какую-либо облагаемую налогом деятельность в данном государстве, а также должен уплачивать НДС в своей стране.
2. Иностранная компания не поставляет товары, не оказывает услуги на территории соответствующего государства ЕС, за исключение товаров и услуг, за получение которых НДС платит получатель товара или услуги.
3. Необходимо предоставить заявление о возврате НДС, документально подтвердить, что заявитель является налогоплательщиком НДС в России, а также представить оригиналы счетов на оплату с указанием суммы НДС к возмещению.
Процедура возврата НДС
В большинстве стран, заявления за прошедший финансовый год должны быть поданы в налоговые службы в течение 6 месяцев с момента его окончания. Как правило, начало и окончание финансового года совпадает с началом и окончанием календарного года — то есть заявления на возврат НДС должны быть поданы до 30 июня за предыдущий год. Как правило, такое заявление подается один раз в год с соблюдением установленных сроков подачи и покрывает бизнес расходы компании за отчетный финансовый год. Заявление подается в налоговые службы каждой зарубежной страны, в которой Вы понесли бизнес расходы, отдельно. Налоговое законодательство некоторых стран позволяет подавать заявления чаще — до 4 раз в год, но не чаще 1 заявления за трехмесячный срок. По налоговому законодательству большинства стран заявление на возврат НДС должно быть рассмотрено и по нему принято решение удовлетворить или нет) в течение шести месяцев с момента его подачи. В отдельных странах этот срок может отличаться в большую или меньшую сторону. Возврат НДС осуществляется в евро, однако, если государство не входит в еврозону, возврат может осуществляться в национальной валюте.